# Cmentarz żydowski w Mieszkowie
Cmentarz żydowski w Mieszkowie – kirkut mieścił się za miastem w odległości około l kilometra w stronę północną (niedaleko cmentarza ewangelickiego), po prawej stronie (około 250 m) od szosy do Poznania. 
W czasie II wojny światowej został zdewastowany przez hitlerowców. Po kirkucie pozostał niewielki ślad materialny.